# 建築模型

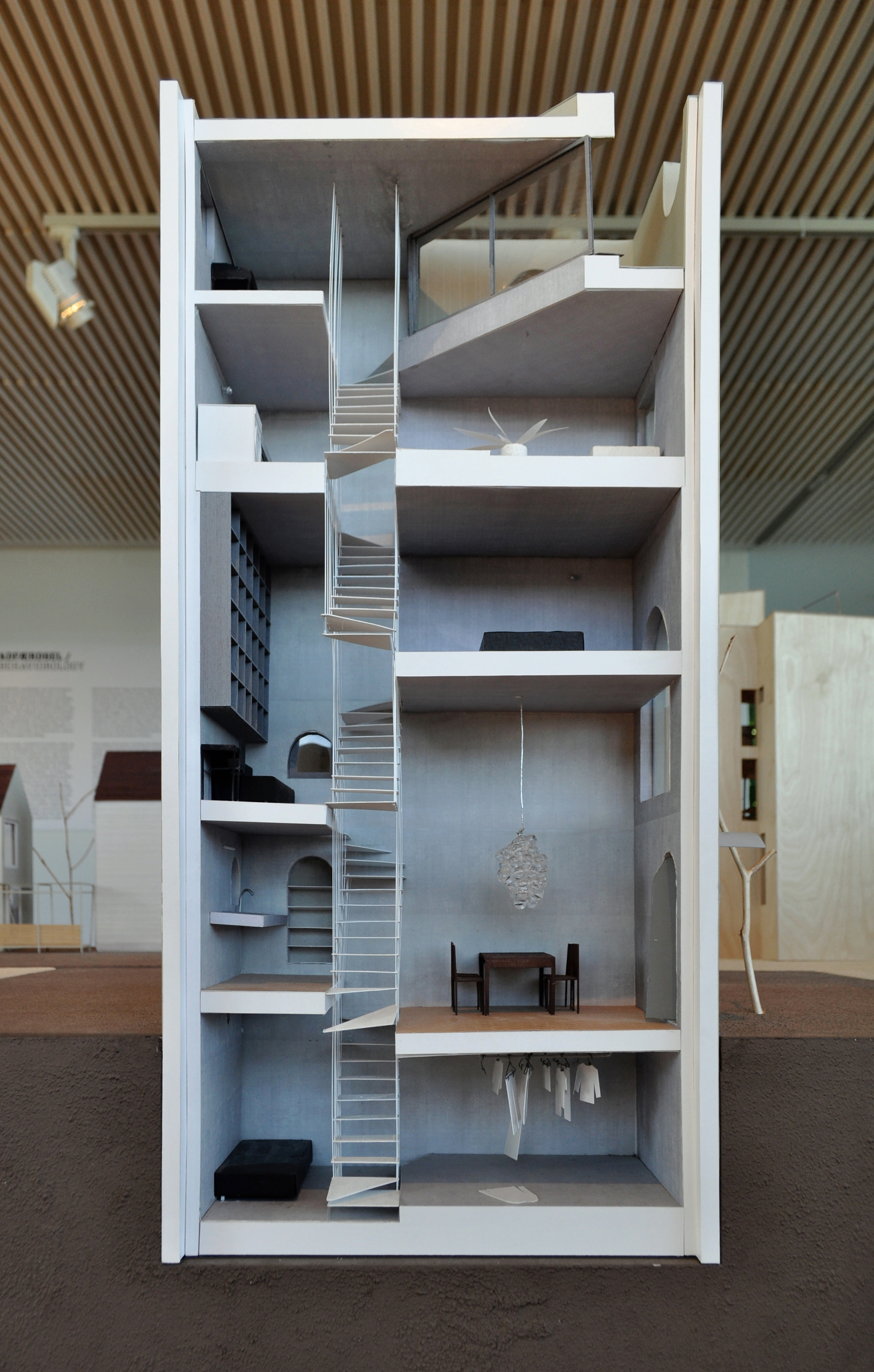
一例（アトリエ・ワン）

建築模型（けんちくもけい）とは、実際の建築物を計画・建設する時に、説明・検討の為につくられる模型である。

## 材料
バルサなどの木や油粘土を使用したものもあるが、紙や合成樹脂を材料にしたものが多い。部分的な細かい表現や建築設計競技などプレゼンテーションを重視する時には、金属を使用することもある。
- 段ボール・ボール紙などの板紙
- プラダン（プラスチック段ボール）
- 押出ポリスチレン（スタイロフォーム）
- ポリスチレンペーパー
- スチレンボード（ポリスチレンペーパーの両面に紙を貼り付けたもの）
- アクリル樹脂・ABS樹脂

## 縮尺
メートル法を基準とした1/50、1/100がほとんどだが、インテリア模型では1/30、ダム模型では1/1000など対象物のサイズと展示スペース、使用目的によってさまざまである。博物館の展示用などではさらに大きい縮尺（大きい模型）も用いられる。鉄道模型に使用されるものはそれぞれの縮尺、日本型Nゲージでは1/150である。

## 種類
- 目的によって
  - プレゼンテーション模型　設計者が説明のために顧客（建て主）に見せるための模型。建築教育において学生に課題として課されるものもこの範疇にはいる。
  - スタディ模型　設計者が設計過程での検討に用いるための模型。検討の不要な部分は省略されることもある。
- 範囲によって
  - 外観模型　もっとも一般的な、主として外観を示す模型。
  - インテリア模型　外観模型に対して、主に内部構造・内装を見せるための模型。見やすいよう屋根・壁を省いたり取り外し式にしたりする。
  - 外構模型　建物だけでなくその周囲の地盤・植栽・舗装・水面までも含め、ときには自動車・人物なども配して示す模型。
  - 軸組模型　木造建築の木材の組み方をヒノキ角棒などを使って示した模型。[1]

## その他
映画、特撮作品等のセット（ミニチュア撮影）、博物館やミニチュアパークの展示・観賞用、鉄道模型のレイアウト、ジオラマのストラクチャーとして作られる建築模型もある。
建築文化保存機構が建築模型を収集展示する博物館の開設を構想した。これが2016年に建築倉庫ミュージアムとしてスタート、2020年からは寺田倉庫のWHAT MUSEUMの一部となっている。